# 叶亨
叶亨（？—？），字叔通，福建福州府闽县人，明朝政治人物、進士出身。

## 生平
成化四年（1468年），葉亨舉戊子科福建乡试第五名。成化五年，登己丑科會試中進士，擔任宁国府知府。